# Apòstrof
|  | No s'ha de confondre amb Apòstrofe. |

L'apòstrof és un signe ortogràfic emprat en català (vegeu Regles d'apostrofació del català) i altres llengües que consisteix en una coma volada (').

## Usos
Assenyala l'elisió d'una lletra (com la a de l'article dins l'onada i la e del pronom feble dins porta'l) i les elisions quan es reprodueix el llenguatge parlat ( 'xò, en comptes de la forma completa això).
També s'utilitza com a cometa simple (en aquest cas de manera doble, una cometa d'obertura i una de tancament) per marcar gràficament el significat d'una paraula (magne vol dir 'gran').
Des del punt de vista tipogràfic, existeixen l'apòstrof recte (') i el rodó (’). En entorn web s'usa principalment l'apòstrof recte, però en edició en paper (àmbit en què hi ha una tradició de cinc-cents anys) es considera que s'ha d'utilitzar el rodó.
No s'ha de confondre l'apòstrof amb el símbol internacional dels minuts (′) de les coordenades geogràfiques, astronòmiques, matemàtiques i físiques, ja que en aquest darrer cas el símbol és una cometa inclinada semblant a l'accent agut.

## Tipografia
La taula següent mostra els tipus d'apòstrofs i símbols relacionats:
| Mostra | Unicode (decimal) | HTML    | Descripció                       |
| ------ | ----------------- | ------- | -------------------------------- |
| ’      | U+2019 (8217)     | &rsquo; | Apòstrof rodó o tipogràfic       |
| '      | U+0027 (39)       | '       | Apòstrof recte                   |
| ′      | U+2032 (8242)     | &prime; | Prima (unitats de peus i minuts) |
| ‘      | U+2018 (8216)     | &lsquo; | Cometa d'obertura i pausa glotal |
| `      | U+0060 (96)       | &grave; | Accent greu                      |
| ´      | U+00B4 (180)      | &acute; | Accent agut                      |